# Anders Olsson (Schachspieler)
Anders Olsson (* 20. Januar 1981) ist ein schwedischer Schachspieler.
Die offene schwedische Juniorenmeisterschaft gewann er 1997 in Visby, die schwedische Juniorenmeisterschaft 1998 in Ronneby und 2000 in Örebro.
Für die B-Auswahl der schwedischen Nationalmannschaft spielte er 2005 bei der Mannschaftseuropameisterschaft in Göteborg.
Die notwendigen Normen für den Titel Internationaler Meister hatte er schon bis November 2002 gesammelt, er musste jedoch mit der Verleihung bis Oktober 2003 warten, da er erst dann die notwendige Elo-Zahl von 2400 überschritten hatte. Seine Elo-Zahl beträgt 2400 (Stand: August 2021), er wird jedoch als inaktiv geführt, da er seit der Saison 2010/11 der schwedischen Elitserien keine Elo-gewertete Partie mehr gespielt hat. Seine bisher höchste Elo-Zahl war 2426 von Oktober 2003 bis September 2004.

## Vereine
Vereinsschach spielt er für den SK Rockaden Stockholm, mit dem er mehrmals die schwedische Mannschaftsmeisterschaft gewinnen konnte (2000/01, 2003/04, 2004/05, 2007/08 und 2008/09) und an den European Club Cups 2001, 2005 und 2008 teilnahm. Sein bestes Ergebnis bei einem European Club Cup hatte er 2005 in Saint Vincent. Mit einem Ergebnis von 4,5 Punkten aus 6 Partien erzielte er dort eine Elo-Leistung von 2607.